# Estación Muñiz
Muñiz es una estación ferroviaria ubicada en la localidad Homónima, Partido de San Miguel, Provincia de Buenos Aires, Argentina.
Actualmente es la estación más longeva en la historia de la Lineal San Martín, inaugurada en el año 1865.

## Servicios
La estación corresponde a la Línea San Martín de los ferrocarriles metropolitanos de Buenos Aires que conecta las terminales Retiro, José C. Paz, Pilar y Domingo Cabred.